# Footprint Records
Footprint Records är ett svenskt skivbolag i Göteborg, grundat 2003 av förläggaren Bo Ejeby och ljudteknikern Per Sjösten.  Bolaget har bland annat utgivit klassisk musik, jazz, barnmusik, världsmusik och konstmusik.
Bland de musiker vars verk eller framträdanden har utkommit på Footprint Records återfinns Olle Adolphson, Eric Ericsons Kammarkör, Groupa, Göteborgs kammarkör, Musica Vitae, Georg Riedel, Sarah Riedel, Rilkeensemblen, Sveriges Radios symfoniorkester, Uppsala akademiska kammarkör, Voces Nordicae och Gabriel Wilczkowski.